# Полонія (персоніфікація)

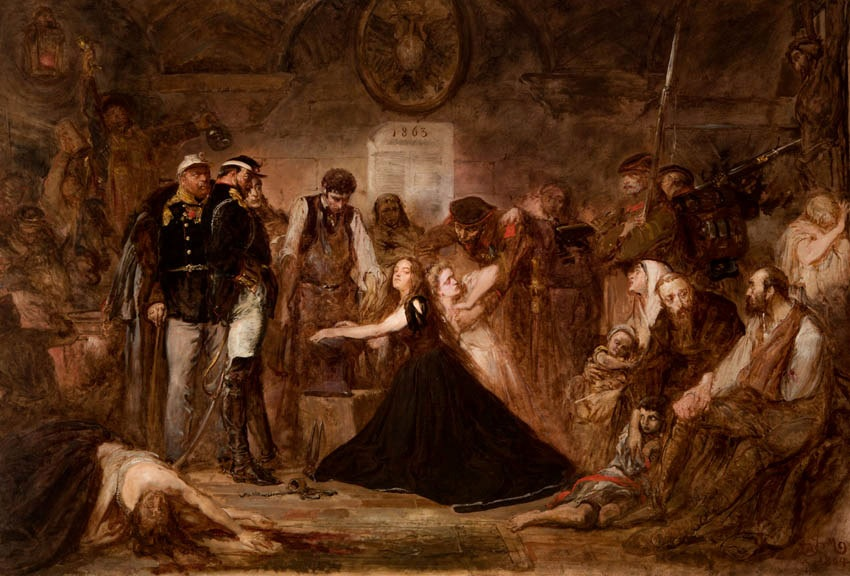
Полонія, Ян Матейко, 1863, Національний музей в Кракові

Полонія — латинізована назва Польщі, що і досі використовується у багатьох романських мовах. Власне у польській мові часто позначає польську діаспору та задля національної персоніфікації.
Символічне зображення країни в образі жінки на ім'я Полонія було поширеним у 19 столітті, поряд із такими персоніфікованими образами як Германія, Британія, Гібернія, Гельвеція.

## Галерея

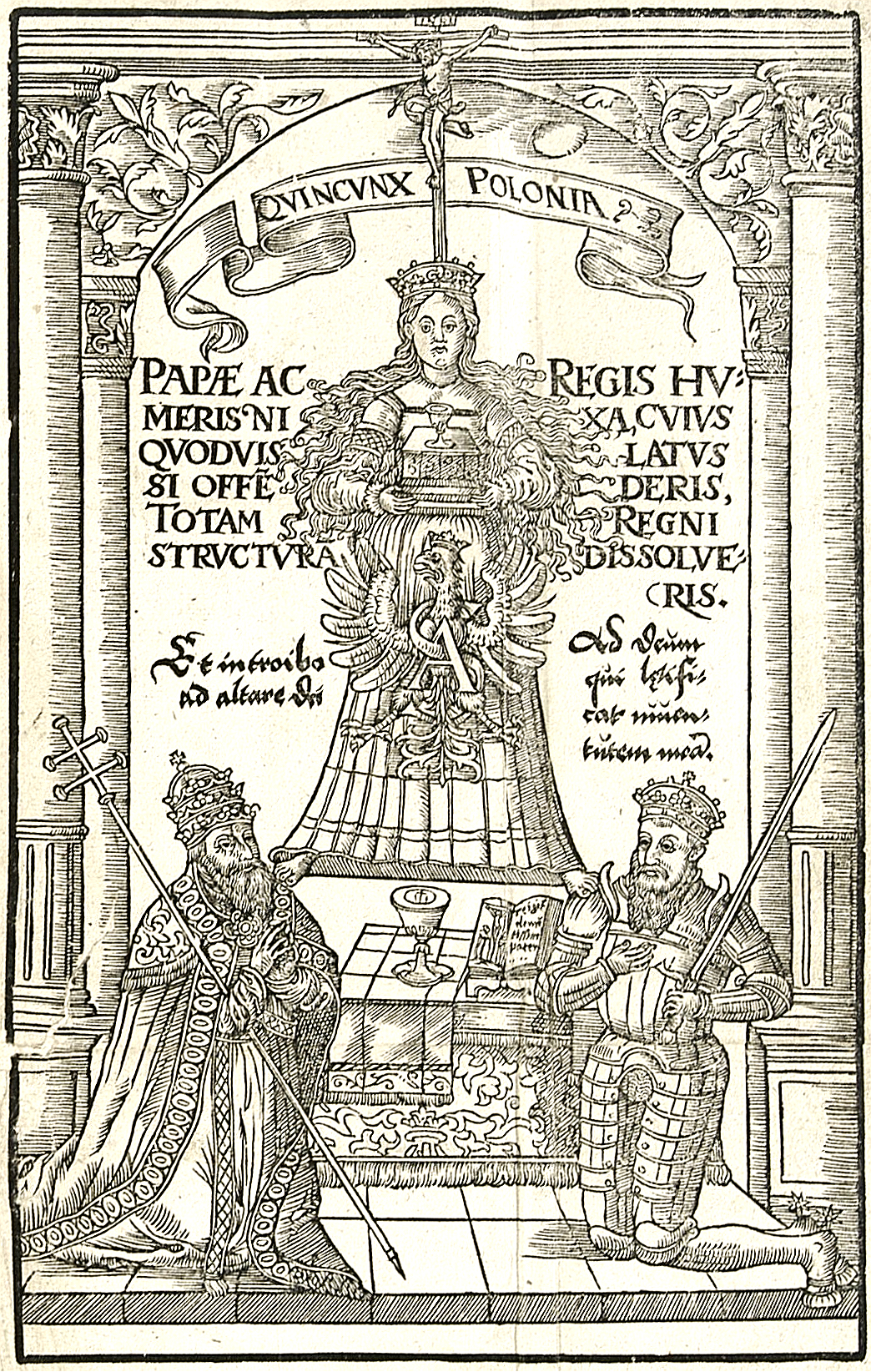
Перше зображення Полонії в «Quincunx to jest wzór Korony Polskiej na cynku wystawiony» Станіслава Оріховського
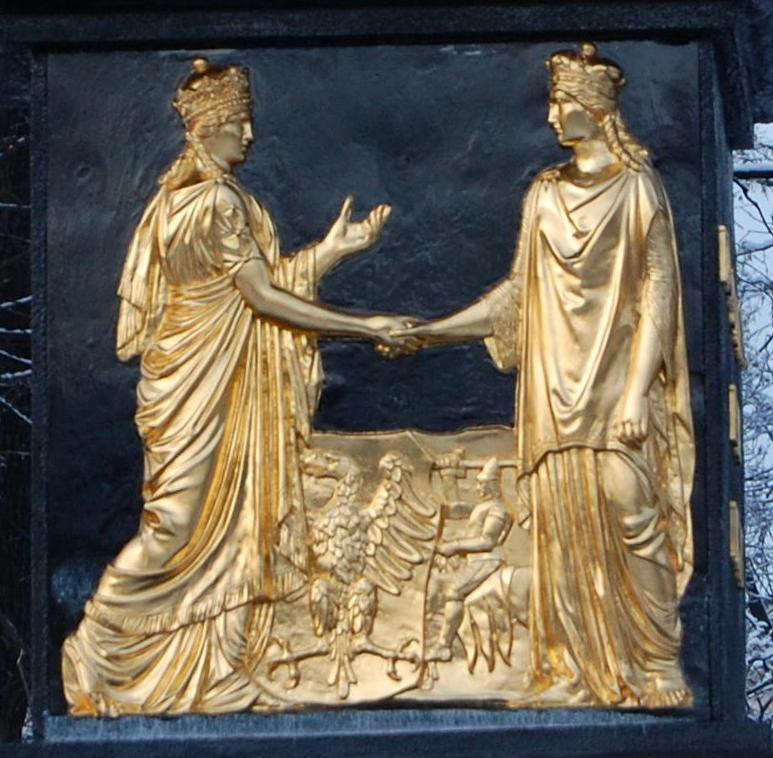
Польща і Литва. Барельєф, що зображає Люблінську унію
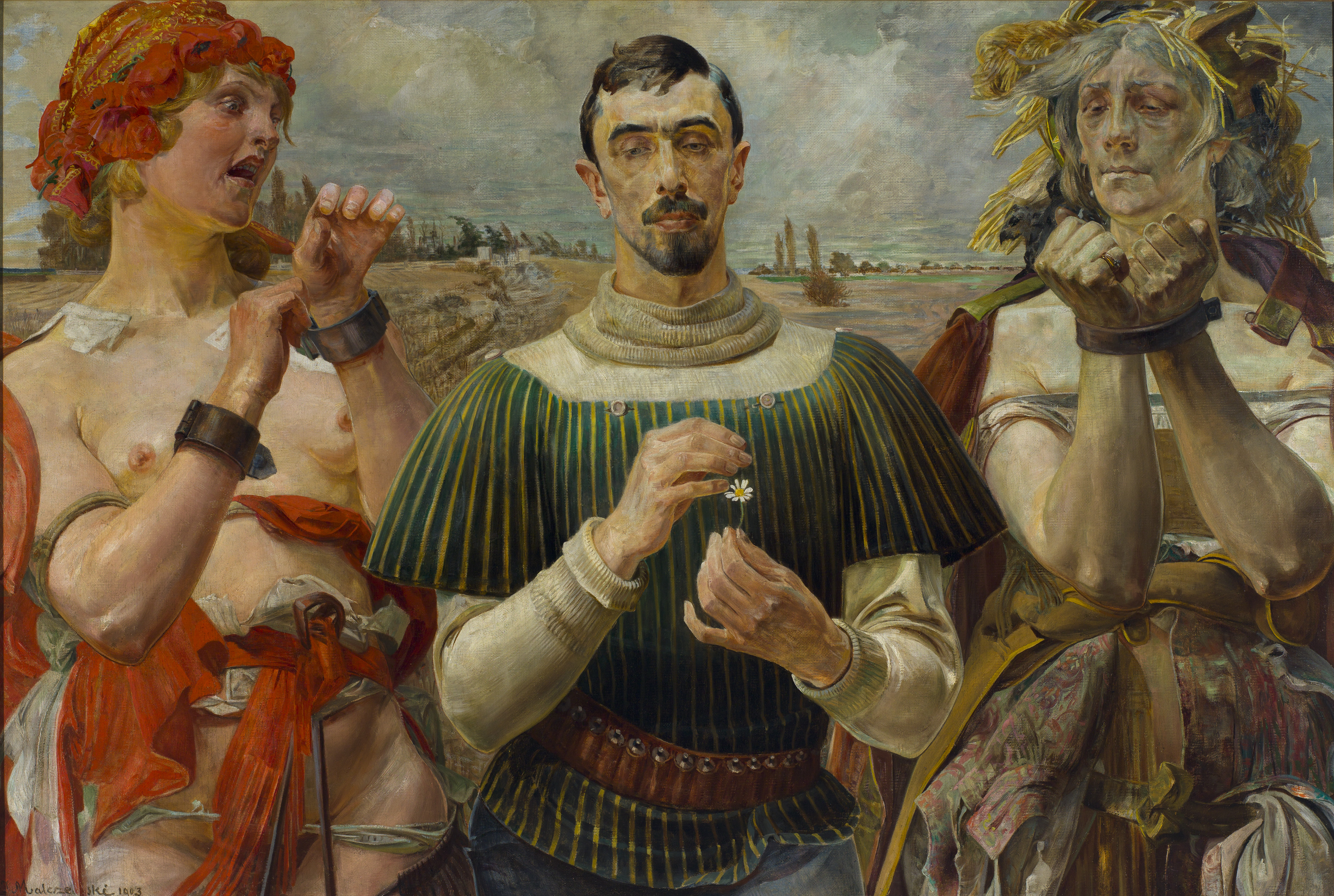
"Польський Гамлет", картина представника Молодої Польщі Яцека Мальчевського. Польща зображена у двох видах — стара Польща (праворуч) і нова Польща (ліворуч).
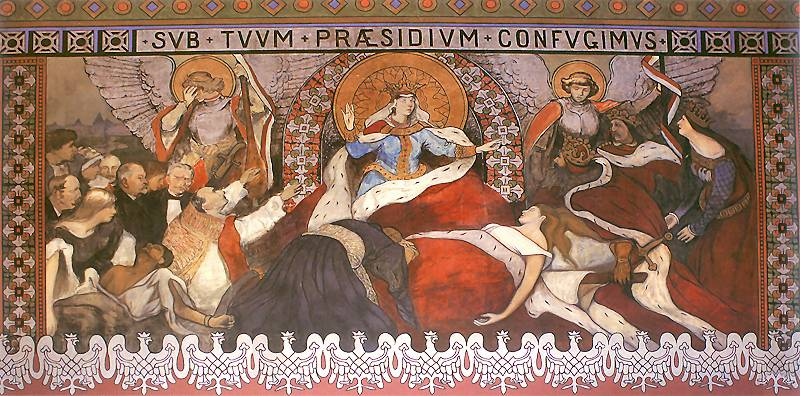
Алегорія мертвої Польщі, Влодзімєж Тетмаєр, 1909
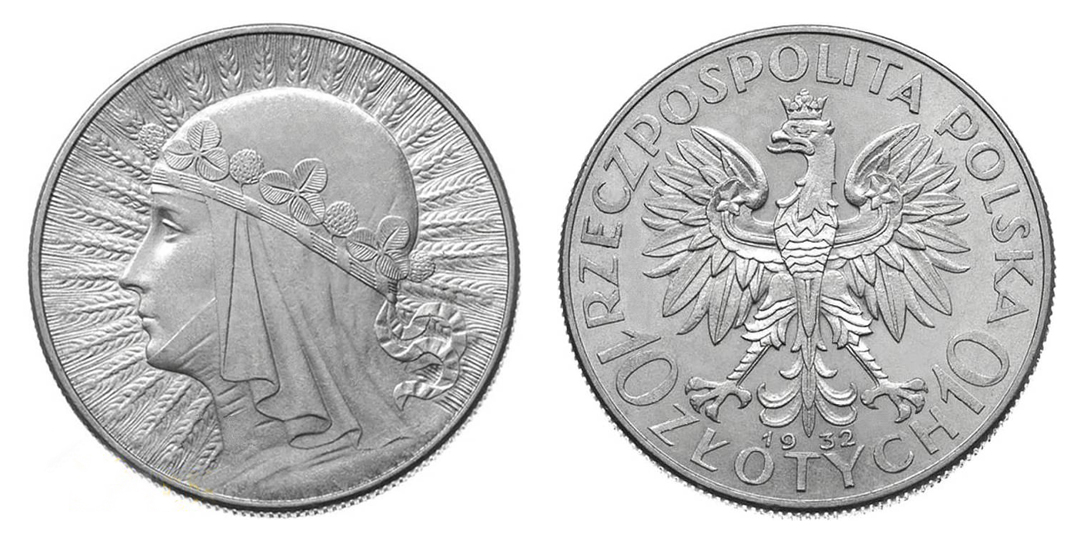
Полонія на 10 польських злотих, 1932